# Trollö
Trollö med Arkesholm och Lilla Svedjeholm är en ö i Finland. Den ligger i Skärgårdshavet och i kommunen Pargas i den ekonomiska regionen  Åboland i landskapet Egentliga Finland, i den sydvästra delen av landet. Ön ligger omkring 34 kilometer söder om Åbo och omkring 150 kilometer väster om Helsingfors.
Öns area är 1,3 kvadratkilometer och dess största längd är 2,2 kilometer i sydväst-nordöstlig riktning.

## Sammansmälta delöar
- Trollö 60°08′14″N 22°13′11″Ö / 60.13725°N 22.2196°Ö
- Arkesholm 60°08′33″N 22°14′38″Ö / 60.14248°N 22.2439°Ö
- Lilla Svedjeholm 60°08′29″N 22°13′33″Ö / 60.14126°N 22.22585°Ö

## Klimat
Klimatet i området är tempererat. Årsmedeltemperaturen i trakten är 7 °C. Den varmaste månaden är augusti, då medeltemperaturen är 17 °C, och den kallaste är februari, med −1 °C.